# Kozinka (owad)
Kozinka (Menesia) – rodzaj chrząszczy z rodziny kózkowatych i podrodziny zgrzypikowych.

## Zasięg występowania
Przedstawiciele tego rodzaju występują w północnej i wschodniej Azji oraz w Europie.
W Polsce 1 gatunek

## Systematyka
Do rodzaju kozinka należy 46 gatunków i 2 podrodzaje:

- Podrodzaj: Menesia Mulsant, 1856
  - Menesia akemiae
  - Menesia albifrons
  - Menesia bicoloricornis
  - Menesia bimaculata
  - kozinka kruszynowa (Menesia bipunctata)
  - Menesia burmanensis
  - Menesia calliope
  - Menesia cana
  - Menesia clytoides
  - Menesia dallieri
  - Menesia discimaculata
  - Menesia eclectica
  - Menesia fasciolata
  - Menesia flavoantennata
  - Menesia flavotecta
  - Menesia georgiana
  - Menesia gleneoides
  - Menesia guttata
  - Menesia immaculipennis
  - Menesia javanica
  - Menesia kalshoveni
  - Menesia laosensis
  - Menesia latevittata
  - Menesia longipes
  - Menesia longitarsis
  - Menesia makilingi
  - Menesia matsudai
  - Menesia nigra
  - Menesia nigriceps
  - Menesia nigricornis
  - Menesia niveoguttata
  - Menesia ochreicollis
  - Menesia octoguttata
  - Menesia palliata
  - Menesia pulchella
  - Menesia sexvittata
  - Menesia shelfordi
  - Menesia signifera
  - Menesia subguttata
  - Menesia sulphurata
  - Menesia transversevittata
  - Menesia transversonotata
  - Menesia vitiphaga
  - Menesia vittata
  - Menesia walshae
- Podrodzaj: Tephrocoma Pascoe, 1867
  - Menesia livia